# SN 1997dt
SN 1997dt – supernowa typu Ia odkryta 4 grudnia 1997 roku w galaktyce NGC 7448. Jej maksymalna jasność wynosiła 15,64m.